# فرانسوا كورس
فرانسوا كورس (بالهولندية: Francois Croes)‏ هو لاعب كرة قدم هولندي في مركز قلب الدفاع، ولد في 11 أكتوبر 1990 في أورنجستاد في أروبا. شارك مع منتخب أروبا لكرة القدم. أما مع النوادي، فقد لعب مع SV Estrella ‏.

## وصلات خارجية
- فرانسوا كورس على موقع قاعدة بيانات كرة القدم.إي يو (الإنجليزية)
- فرانسوا كورس على موقع ناشيونال فوتبول تيمز (الإنجليزية)
- فرانسوا كورس على موقع Soccerway.com (الإنجليزية)